# Sweepstakes (Lotterie)
Sweepstakes (oder auch Singular: Sweepstake, älter auch franz. Poule) sind ein lotterieähnliches Glücksspiel, das in Großbritannien im Zusammenhang mit Pferderennen, speziell dem Grand National, sehr beliebt ist. Im Vorfeld dieses Rennens bieten die BBC und viele Zeitungen die nötigen Dateien zum Download, sodass es den Spielern möglich ist, diese Lotterie im Kreis der Arbeitskollegen bzw. im Freundeskreis zu veranstalten.

## Ursprung und Erklärung des Namens
Ursprünglich bezeichnete man als Sweepstake(s) ein Pferderennen, bei dem die Besitzer der Pferde die Startgelder in einen Topf einzahlten, aus dem dann die Preise für die erfolgreichen Pferde gezahlt wurden. Im einfachsten Fall, wenn es nur einen Preis gab (The winner takes all), strich der Sieger sämtliche Einsätze ein (engl. to sweep the stakes). Die Bezeichnung Sweepstakes findet sich daher auch im Namen vieler Rennen – nicht nur Pferderennen –, z. B. All Alaska Sweepstakes; die Indianapolis 500 hießen früher International 500-Mile Sweepstakes etc.

## Grand National

### Spielablauf
Die Namen der 40 beim Grand National startenden Pferde werden auf Zettel, Lose, geschrieben, diese Zettel werden sodann gemischt und in einen Hut gelegt.
Vor Beginn der Ziehung zahlt jeder Teilnehmer den vereinbarten Preis für ein Pferd (üblich ist £ 1 bis £ 5), die Summe der Einsätze bildet den Gewinntopf (Pot, Pool).
Haben die Teilnehmer ihre Einsätze geleistet, so beginnt die Ziehung. Jeder Teilnehmer zieht sodann ein Los; der Veranstalter trägt in einer Liste ein, welches Pferd von wem gezogen wurde.
Nach dem Rennen wird der Pool aufgeteilt, dabei ist folgende Aufteilung gebräuchlich:
Der Besitzer des Loses mit dem Namen des erstplatzierten Pferdes erhält 60 %;
der Besitzer des Loses mit dem Namen des zweitplatzierten Pferdes erhält 25 %;
der Besitzer des Loses mit dem Namen des drittplatzierten Pferdes erhält 10 %;
der Besitzer des Loses mit dem Namen des viertplatzierten Pferdes erhält 5 %.
Gehen zwei oder mehrere Pferde gleichzeitig durchs Ziel – man nennt dies ein totes Rennen bzw. eine Ex-aequo-Platzierung – so werden die Gewinne entsprechend geteilt: Angenommen zwei Pferde laufen gleichzeitig als Zweite durchs Ziel, so belegen sie gemeinsam die Plätze zwei und drei und erhalten zusammen 25 % + 10 % = 35 % des Topfes, d. h. jedes der beiden erhält 17,5 %.

### Ergänzungen
Es ist natürlich wichtig, dass alle Teilnehmer ihre Einsätze vollständig vor Beginn der Ziehung leisten; nach Beginn der Ziehung ist es nicht mehr möglich, am Spiel teilzunehmen.
Sollte ein Pferd, das niemand gezogen hat, einen Preis gewinnen, so wird der entsprechende Teil des Pots einem wohltätigen Zweck gespendet – oder man verfährt so, dass man einfach alle nicht gezogenen Pferde aus dem Klassement streicht und nur die Reihenfolge der gezogenen Pferde betrachtet.
Bei einer geringeren Anzahl von Teilnehmern kann man auch erlauben, dass ein Spieler mehr als nur ein Pferd kauft.
Wollen mehr Spieler teilnehmen als Pferde an den Start gehen, so werden zusätzlich zu den Losen mit den Namen der Starter leere Zettel (Nieten) in entsprechender Anzahl in den Hut gelegt.
Sweepstakes in der hier beschriebenen Form sind ein reines Glücksspiel, bei dem alle Teilnehmer dieselben Chancen haben – Fachwissen in Bezug auf die Chancen der einzelnen Pferde ist weder notwendig, noch kann ein Spielteilnehmer seine Chancen durch Fachwissen verbessern.

## Irish Hospital's Sweepstake

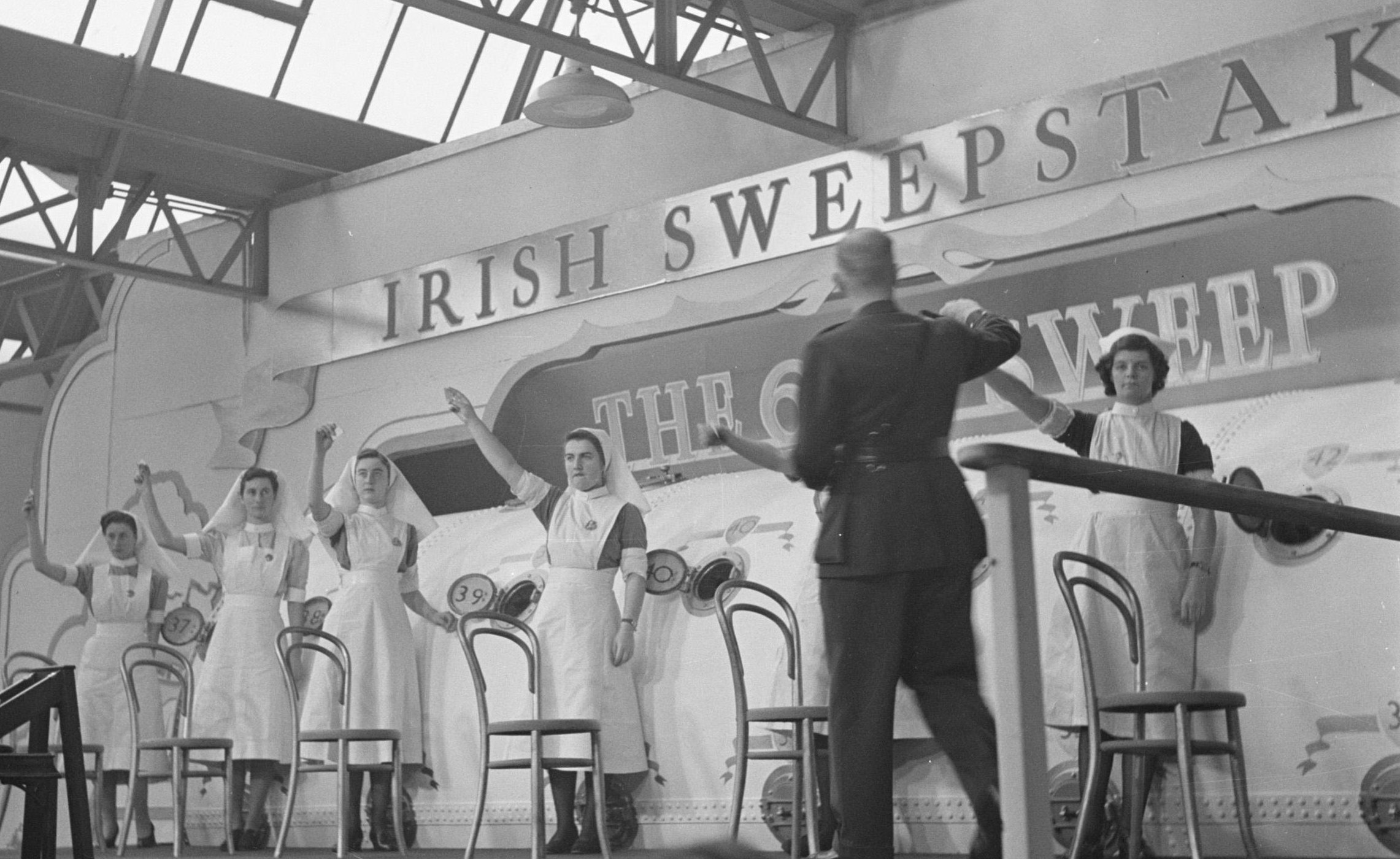
Bei den Irish Hospitals' Sweepstakes wurden die Gewinnlose von Krankenschwestern gezogen, im Bild die Ziehung im Jahre 1946

Das Irish Hospitals' Sweepstake oder kurz Irish Sweepstake war von 1930 bis 1987 eine sehr populäre Lotterie in Irland und der irischen Community in den USA basierend auf diesem Spielsystem.

## Australische Tattersall-Lotterie
Seit 1881 gibt es die australischen Tattersall’s Consultations. Die Gewinnzahlen für die Tattersall's Sweep werden mit Hilfe der Startnummern von Pferden konkreter Pferderennen ermittelt.

## Calcutta Sweepstake
Eine Weiterentwicklung dieser Spielidee ist das Calcutta Sweepstake, bei dem nach der Ziehung die Tickets mit den Namen der Pferde versteigert werden. Während bei der ursprünglichen Spielform Sportwissen von keinerlei Bedeutung ist, so ist es bei einem Calcutta Sweepstake jedoch sehr wichtig, die Chancen der einzelnen Pferde gut beurteilen zu können, darüber hinaus muss man bei Abgabe eines Gebotes auch die voraussichtliche Gesamtsumme möglichst gut einschätzen.